# 新潟県道154号糸魚川停車場線
新潟県道154号糸魚川停車場線（にいがたけんどう154ごう いといがわていしゃじょうせん）は、新潟県の糸魚川市内を通る一般県道である。

## 概要
JR西日本・えちごトキめき鉄道 糸魚川駅前と国道8号とを南北に結ぶ。
糸魚川市中心部に位置しており、起点にはJR糸魚川駅をはじめ、タクシーのりばや糸魚川駅前バス停があり、糸魚川市の公共交通の要衝となっている。沿道は商店街となっており、様々な商店が軒を連ねている。

### 路線データ
- 起点：新潟県糸魚川市大字大町216-3（＝JR西日本・えちごトキめき鉄道糸魚川駅前）
- 終点：新潟県糸魚川市大町2丁目166-1（＝大町交差点、国道8号交点）

## 路線状況
全区間アスファルトによる高級舗装が施されている。
また、全区間規格改良済であり、幅員は全区間5.5m以上確保されている。
歩道は全区間にわたって車道の両脇に設置されている。起点付近（糸魚川駅前）から大町2丁目交差点までの間は歩道両側にアーケードを構えているが、2014年度（平成26年度）の北陸新幹線糸魚川駅開業に伴う地域活性化の一環として、無電柱化工事（東側220m、西側300mの合計520m）およびアーケードの改築工事 に取りかかっている。

## 地理

### 通過する自治体
- 新潟県
糸魚川市

### 交差する道路
- 新潟県道222号西中糸魚川線（新潟県糸魚川市大町・大町交差点 - 同市大町・大町2丁目交差点で重複）
- 国道8号（糸魚川市大町・大町交差点：終点）

### バス路線
- 糸魚川バス（糸魚川駅前 - 大町交差点（新潟県道222号西中糸魚川線交点） - 大町2丁目交差点）
  - 糸魚川市能生地域内で完結する路線を除き、全便が糸魚川駅前バス停に乗り入れている。
- 頸城自動車（糸魚川 - 新潟線：糸魚川駅前 - 大町交差点（新潟県道222号西中糸魚川線交点））

## 沿線
- JR西日本・えちごトキめき鉄道 糸魚川駅
- 糸魚川警察署 糸魚川駅前交番
- ヒスイ王国館
- 東北電力 糸魚川営業所
- 大光銀行 糸魚川支店
- 駅前海望公園